# Y: The Last Man
Y: The Last Man is een strip gemaakt door Brian K. Vaughan en Pia Guerra. Een mysterieuze plaag zorgt ervoor dat in het jaar 2002 alle zoogdieren met het Y-chromosoom binnen enkele seconde plotseling sterven. Yorick Brown en zijn aapje Ampersand lijken de enige overlevende mannen te zijn. De zestig uitgaves van de strip zijn samen gebundeld in tien trade paperbacks.
De strip heeft in totaal vijf Eisner Award gewonnen, waaronder de prijs voor Beste doorlopende serie in 2008.

## Plot
Op 17 juli 2002 vallen alle mannelijke zoogdieren dood neer. Het lijkt of Yorick Brown en zijn kapucijnaapje Ampersand in New York de enige overlevenden zijn. De samenleving stort al snel in, nu meer dan de helft van de populatie dood is en de daarbijkomende vrouwelijke slachtoffers van de rampen die hieruit ontstaan. Tenzij er snel een wetenschappelijke doorbraak komt om de soort te redden zou deze plaag het einde van de mensheid betekenen.
Yorick verlaat New York en gaat naar zijn moeder in Washington DC. Zijn moeder heeft een belangrijke functie in de politiek. In Washington ontmoet hij de nieuwe vrouwelijke president. Geheim agente 355 wordt door haar aan Yorick toegewezen ter bescherming. Zij moeten samen naar Dr. Allisson Mann, befaamd door haar onderzoek op het gebied van klonen. Yorick wil liever naar Beth, zijn verloofde in Australië, maar  belooft eerst mee te gaan naar Dr. Mann.
Goede infrastructuur is voor een groot deel afwezig sinds de plaag en dat maakt de reis lastig. Naast de falende infrastructuur zijn er andere problemen, zoals een gebrek aan voedsel en groeperingen die kennis hebben genomen van Yorick en op hem jagen. De Amazones zijn een sekte die Yorick willen vernietigen. Yorick's zus Hero heeft zich bij deze groep aangesloten. Ook zoeken Israëlische soldaten naar Yorick, het 'wapen' om de dominante macht van de wereld te worden. Bij Dr. Mann aangekomen blijkt dat de Israëliërs haar lab hebben verbrand. Yorick besluit met 355 en Dr. Mann naar Dr. Mann's laboratorium in Californië te reizen.
Op hun reis ontmoeten zij een Russische soldaat genaamd Natalya. Zij reist naar een steriel laboratorium. Zij onthult dat er drie astronauten (waaronder twee mannen) nog in de ruimte zijn, aan boord van het ISS. De astronauten proberen terug te keren naar de aarde, maar hun capsule explodeert en de twee mannen verbranden. Ciba, de vrouwelijke astronaut, vertelt dat zij zwanger is van een van de bemanningsleden. Zij wordt in quarantaine gehouden totdat haar kind, een zoon, geboren is. Yorick en zijn reisgenoten zijn ondertussen doorgereisd naar Californië.
In de tussentijd heeft Yorick een korte relatie met een Beth (niet zijn verloofde). Zij hebben geslachtsgemeenschap op een begraafplaats van een kerk. Beth wordt zwanger en krijgt uiteindelijk een dochter. Zij gaat later met Hero op zoek naar Yorick.
Eenmaal aangekomen in het laboratorium van Dr. Mann onderzoekt zij gelijk Yorick en Ampersand. Het blijkt dat Ampersand immuun is voor de plaag en deze immuniteit aan Yorick heeft overgedragen. Toyota, een vrouwelijke ninja met tot dan nog onduidelijke motieven, verijdelt het onderzoek door het laboratorium te vernietigen en Ampersand te stelen. Toyota neemt Ampersand mee naar Japan en Yorick, 355 en Dr. Mann gaan haar achterna.
Zij gaan aan boord van een schip dat opium blijkt te smokkelen. De Australische marine valt het schip aan en neemt Yorick en de rest gevangen. Rose, een van de bemanningsleden van het smokkelaarsschip, blijkt een Australische spion te zijn. Dr. Mann en Rose krijgen een relatie. Rose gaat mee met de groep naar Japan waar Dr. Mann herenigd wordt met haar moeder, tevens een briliante bioloog. Ampersand heeft Toyota weten te ontsnappen, waardoor de groep in Japan weer compleet is. Rose blijkt echter nog steeds te werken voor het Australische leger en was meegegaan om de groep te bespioneren. Zij besluit te deserteren om een echte relatie met Dr. Mann te beginnen. 355 en Toyota duelleren met elkaar waarbij Toyota om het leven komt.
De groep vindt Dr. Mann's vader, Dr. Matsumori. Ook hij blijkt de plaag te hebben overleefd en geeft als verklaring hiervoor dat hij een kapucijnaapje, bedoeld als geschenk voor zijn dochter, had ingespoten met een middel om te zorgen dat haar kloonexperimenten zouden mislukken. Het middel heeft er echter voor gezorgd dat hij immuun is geworden voor de plaag. Dit kapucijnaapje blijkt Ampersand te zijn, die per ongeluk terecht is gekomen bij Yorick. Dr. Matsumori blijkt vele malen Dr. Mann te hebben gekloond en probeert Yorick en zichzelf te doden om zo de laatste twee mannen (hij weet niet van het bestaan van de zoon van Ciba) op de wereld te doden. Dr. Mann doodt haar vader om dit te voorkomen.
Dr. Mann zet het werk van haar vader voort en probeert Yorick te klonen. Yorick en 355 reizen af naar Parijs waar Beth, de verloofde van Yorick is. De andere Beth, Hero, Ciba, Natalya en hun kinderen zijn ook in Parijs. Ondanks de extreem lange reis is het geen prettig weerzien voor de twee geliefden. Beth en Yorick besluiten niet bij elkaar te blijven. Yorick komt tot het inzicht dat hij verliefd is op 355, maar nadat hij haar zijn liefde verklaart wordt 355 neergeschoten door het Israëlische leger.
Zestig jaar later blijkt dat de zoon van Ciba en de Russische astronaut de nieuwe Tsaar van Rusland is. De dochter van Beth wordt de president van Frankrijk en krijgt een relatie met Yorick. Beth, Yorick's ex-verloofde en Hero krijgen ook een relatie. Dr. Mann komt te overlijden door ziekte, maar haar klonen zetten haar werk voort. De samenleving stabiliseert zodra het mogelijk is geworden om mannen te klonen. Op dat moment zijn er enkele klonen van Yorick. Een van deze klonen ontmoet de oorspronkelijk Yorick Brown, die vastgebonden zit in een hok omringd met klonen van Ampersand. Hij lijkt zijn verstand te zijn verloren, maar aan het einde van het gesprek met zijn kloon weet hij te ontsnappen.

## Uitgaves
Vier trade paperbacks zijn in het Nederlands vertaald door Pieter van Oudheusden en uitgegeven door De Vliegende Hollander. Met het faillissement van de Vliegende Hollander is het onzeker of de andere delen nog vertaald zullen worden. Daarnaast is de strip later nog een keer uitgegeven in vijf hardcovers nadat de stripreeks geëindigd was.
| Titel (Engels)                               | Datum van oorspronkelijke uitgave | Verzamelde uitgaves    | Titel (Nederlands) |
| -------------------------------------------- | --------------------------------- | ---------------------- | ------------------ |
| Y: The Last Man Vol. 1: Unmanned             | 2 januari 2003                    | Y: The Last Man #1–6   | Ontmand            |
| Y: The Last Man Vol. 2: Cyclus               | 1 september 2003                  | Y: The Last Man #7–12  | Cycli              |
| Y: The Last Man Vol. 3: One Small Step       | 1 april 2004                      | Y: The Last Man #13–18 | Eén Kleine Stap    |
| Y: The Last Man Vol. 4: Safe Word            | 1 december 2004                   | Y: The Last Man #19–24 | Stop               |
| Y: The Last Man Vol. 5: Ring of Truth        | 23 juli 2005                      | Y: The Last Man #25–30 |                    |
| Y: The Last Man Vol. 6: Girl on Girl         | 23 november 2005                  | Y: The Last Man #31–36 |                    |
| Y: The Last Man Vol. 7: Paper Dolls          | 1 mei 2006                        | Y: The Last Man #37–42 |                    |
| Y: The Last Man Vol. 8: Kimono Dragons       | 22 november 2006                  | Y: The Last Man #43–48 |                    |
| Y: The Last Man Vol. 9: Motherland           | 9 mei 2007                        | Y: The Last Man #49–54 |                    |
| Y: The Last Man Vol. 10: Whys and Wherefores | 1 juli 2008                       | Y: The Last Man #55–60 |                    |

## Televisieserie
FX heeft van Y: The Last Man een televisieserie gemaakt die vanaf 13 september 2021 wordt uitgezonden.